# Berlins Most Wanted (Lied)
Berlins Most Wanted ist ein Lied der gleichnamigen deutschen Hip-Hop-Formation, das im Oktober 2010 erschien.

## Entstehung und Veröffentlichung
Geschrieben wurde das Lied gemeinsam von den drei Berlins-Most-Wanted-Mitgliedern Anis Ferchichi (Bushido), Kenneth Glöckler (Kay One) und Patrick Losensky (Fler) sowie den Koautoren Konstantin Scherer (Djorkaeff) und Vincent Stein (Beatzarre). Dabei zeichnete nur Bushido für Komposition und Text verantwortlich, während Beatzarre und Djorkaeff nur die Musik komponierten und Fler sowie Kay One den Text verfassten. Bushido war darüber hinaus auch alleiniger Produzent des Stücks.
Die Erstveröffentlichung von Berlins Most Wanted erfolgte als Single am 8. Oktober 2010 bei Ersguterjunge. Diese erschien als 2-Track-CD-Single und zum Download mit der B-Seite Weg eines Kriegers (Katalognummer: 88697 803912). Am 22. Oktober 2010 erschien das Lied als Teil des selbstbetitelten Debütalbums, dessen erste Singleauskopplung es ist (Katalognummer: 88697 802962). Am 4. Dezember 2015 erschien es zudem als Teil von Flers Best-of-Album Der Staat gegen Patrick Decker (Katalognummer: Maskulin MA029-2).

## Inhalt
Inhaltlich beschränkt sich Berlins Most Wanted größtenteils auf genretypische Selbstdarstellung. Bei Veröffentlichung sorgte jedoch die Bushido-Zeile Wie von Geisterhand schreibt sich der Text von alleine. Kay, wie soll ich bezahlen, Scheck oder Scheine? für Aufmerksamkeit. Bushidos Karriere war bis dato von wiederkehrenden Spekulationen begleitet worden, dass er sich für mehrere Alben Ghostwriter, mutmaßlich u. a. Kay One, bedient hätte. Bushido gab im Interview mit Falk Schacht für das Online Format Mixery Raw Deluxe an mit der Zeile bewusst mit diesen Gerüchten gespielt haben zu wollen. Gleichzeitig betonten er, Kay One und Fler, dass ihre Texte regelmäßig in einem gemeinsamen Arbeitsprozess entstünden.

## Musikvideos
Sowohl zu Berlins Most Wanted als auch zu Weg eines Kriegers wurden Musikvideos unter der Regie des französischen Regisseurs Chris Macari gedreht. Bis November 2024 zählte das Musikvideo zu Berlins Most Wanted über 13 Millionen Aufrufe auf YouTube. Das Musikvideo zu Weg eines Kriegers wurde auf derselben Plattform bis zu dem Zeitpunkt über zehn Millionen Mal aufgerufen.

### Berlins Most Wanted
Die Videoaufnahmen zu Berlins Most Wanted fanden in Paris statt, Weg eines Kriegers wurde in Berlin gedreht. Nach Angaben der Künstler kam die Zusammenarbeit mit Macari dabei spontan zustande. Nachdem kurzfristig mehrere potentielle Regisseure für Berlins Most Wanted abgesprungen waren, hatte Bushido ursprünglich bereits geplant über Fler Kontakt zu dem ihrem ehemaligen Label Aggro Berlin regelmäßig für die Regie zuständigen Regisseur Specter, mit welchem Bushido seit seinem Bruch mit dem Label im Jahr 2004 nicht mehr zusammengearbeitet hatte, herstellen zu lassen. Obwohl sowohl Bushido als auch Fler in einem Interview mit Falk Schacht erklärten das Konzept des Albums wie auch der späteren Videos grundsätzlich durch ihre vorherige Zusammenarbeit mit Specter inspiriert zu sehen, scheiterte eine Kontaktaufnahme. Einen Tag vor Drehbeginn vermittelte schließlich Erfan Bolourchi kurzfristig Macari als Regisseur. Paris wurde als Drehort von Berlins Most Wanted dabei vorwiegend gewählt, um weitere Terminengpässe zu vermeiden. Berlins Most Wanted war eines von insgesamt sechs Musikvideos verschiedener Künstler, die Chris Macari innerhalb von fünf Tagen abdrehen ließ. Berlins Most Wanted hatten kurzzeitig auch angedacht den französischen Fußballer Franck Ribéry in ihrem Video auftreten zu lassen. Auf Grund der kurzfristigen Planung ließ sich diese Idee jedoch wegen Terminüberschneidungen mit einem anstehenden UEFA-Champions-League-Spiel des FC Bayern München nicht realisieren.

### Weg eines Kriegers
Eine Fortführung der Zusammenarbeit für den Dreh zu Weg eines Kriegers in Berlin ergab sich erst im Zuge des Drehs zu Berlins Most Wanted. In diesem Video hat die Boxsportlerin Susianna Kentikian einen Gastauftritt. Fler sollte im Jahr 2012 anlässlich der Musikvideos zu seinen Singles Nummer Eins und Hinter blauen Augen noch zwei weitere Mal mit Regisseur Macari zusammenarbeiten. Zu einer Zusammenarbeit Bushidos mit dem ursprünglich als Regisseur für beide Berlins Most Wanted-Videos angedachten Specter kam es bereits ein Jahr vorher anlässlich des gemeinsam mit Sido veröffentlichten Videos So mach ich es, welches bei der Echoverleihung 2012 in der Kategorie „Bestes Video“ ausgezeichnet wurde.

## Chartplatzierungen
Berlins Most Wanted stieg am 22. Oktober 2010 auf Rang 31 der deutschen Singlecharts ein, was zugleich die beste Platzierung darstellte. Die Single platzierte sich drei Wochen am Stück in den Top 100, letztmals am 5. November 2010. In Österreich platzierte sich das Lied zwei Wochen in den Charts und erreichte mit Rang 57 seine beste Platzierung.
| ChartsChartplatzierungen | Höchstplatzierung | Wochen |
| ------------------------ | ----------------- | ------ |
| Deutschland (GfK)        | 31 (3 Wo.)        | 3      |
| Österreich (Ö3)          | 57 (2 Wo.)        | 2      |